# Intoxicação por hidrocarbonetos

Muitos hidrocarbonetos são derivados do petróleo.

Intoxicação por hidrocarbonetos é resultado da ingestão ou inalação de substâncias orgânicas constituídas por moléculas de carbono e hidrogênio, geralmente derivados do petróleo.

## Causas
Ingestão
Os hidrocarbonetos mais comumente ingeridos incluem gasolina, óleo lubrificante, óleo de motor, óleo combustível, nafta e querosene. Quanto menor a viscosidade do líquido maior o risco de aspiração.
Inalação
A inalação de cola de sapateiro, propelente ou solvente de tinta é mais comum entre adolescentes, com fim recreativo por causar euforia e distorções sensitivas, mas pode resultar em fibrilação ventricular, uma arritmia cardíaca potencialmente fatal, geralmente sem sintomas de alerta.

## Sinais e sintomas
Mesmo com ingestão de pequenas doses de hidrocarbonetos líquidos os pacientes já tossem até engasgar e vomitar. Muito pouco é absorvido por via digestiva, mas os líquidos voláteis ingeridos são aspirados pelos pulmões causando inflamação e hemorragia (pneumonite aspirativa). Crianças com menos de 5 anos (maioria dos casos) podem ter cianose, prender a respiração e tossir persistentemente. O distresse respiratório pode demorar até 6h para começar. Maiores de 5 anos podem relatar ardor no estômago e confusão mental. A absorção sistêmica substancial, particularmente de um hidrocarboneto halogenado, pode causar letargia, coma e convulsões.
Exposição prolongada a alguns hidrocarburetos, por abuso de drogas, pode causar dependência química, visão turva, perda sensorial, atrofia muscular, neuropatia periférica e parkinsonismo.

## Diagnóstico
A exposição a hidrocarbonetos pode ser suspeitada se sua respiração ou roupa tiver um odor ou se um recipiente for encontrado perto deles. Raio X e oxímetria avaliam a função respiratória, ECG pode avaliar a presença de arritmia, enquanto um RMN pode avaliar, no uso crônico, se há leucoencefalopatia e atrofia.

## Epidemiologia
Em países em desenvolvimento, cerca de um terço das intoxicações pediátricas é por hidrocarburetos. A maioria dos casos ocorre em menores de 20 anos. Nos EUA, só em 2015, foram reportados 32.404 casos ao US Poison Control Center.

## Tratamento
Os pacientes que apresentam sintomas são admitidos e recebem apenas tratamento de suporte sintomático. Os pacientes que não apresentam pneumonia por aspiração nem outros sintomas são liberados em 6h. A roupa contaminada deve ser removida e a pele deve ser lavada com água e sabão. O esvaziamento gástrico, que aumenta o risco de aspiração, portanto vômito provocado e lavagem estomacal estão contra-indicados. Carvão ativado também é contra-indicado. Antibióticos e corticosteroides não são indicados.